# Косарь, Николай Григорьевич
Николай Григорьевич Косарь (псевдоним — Я. Чернобривый, криптоним — Я. Ч.; 20 декабря 1897 — 5 мая 1945) — советский и украинский самодеятельный поэт. Брат Михаила Косаря.

## Биография
Косарь родился 20 декабря 1897 года в селе Купчинцы, Австро-Венгрия. Окончил школу в родном селе, а затем учился на сельскохозяйственных курсах, организованных поэтом Павлом Думкой.
В юности интересовался литературой и историей. Ещё в семнадцатилетнем возрасте написал стихотворение «Ой, ехало царское войско», в котором рассказывается о том, как в 1914 году по приказу русского офицера-черносотенца был разрушен памятник Тарасу Шевченко в Денисове.
Во время Первой мировой войны воевал в австрийской армии на Итальянском и Сербском фронтах.
В 1920—1930-е годы работал в «Просвите», «Сельском хозяине», печатался в «Общественном голосе», «Женской судьбе» и других периодических изданиях, украинских журналах Канады и США. Вместе с братом написал «Историю Купчинцев» (рукопись потеряна).
В 1930 году был пацифицирован польской властью.
Николай Косарь умер 5 мая 1945 года в родных Купчинцах.